# Анна Крік
28°51′00″ пд. ш. 138°07′59″ сх. д. / 28.85° пд. ш. 138.133° сх. д.
Ранчо Anna Крік є найбільшою у світі діючою станцією для великої рогатої худоби. Воно розташоване в австралійському штаті Південна Австралія.

## Опис
Станція Anna Creek має площу 23 677 км2 (9142 квадратних миль; 5 851 000 акрів). Це на 8000 км2 (2 000 000 акрів; 3100 квадратних миль) більше, ніж його найближчий суперник, станція Александрія на Північній території країни. Це в понад сім разів більше, ніж найбільше ранчо Сполучених Штатів, King Ranch у Техасі, яке становить 3340 км2 (830 000 акрів; 1290 квадратних миль).
Станція є посушливою пастирською країною. Станом на 16 грудня 2016 року станція належить Williams Cattle Company, сімейному бізнесу, який купив Anna Creek у S. Kidman & Co, подвоївши загальну площу, яку вони орендували.  Найближчим містечком є Вільям-Крік (навколо якого розташована станція Анна-Крік), але найближчим містом для вантажних перевезень є Кубер-Педі.

## Історія
Власність спочатку була заснована в 1863 році, але переїхала на своє поточне місце в 1872 році. Спочатку вона використовувалася для вівчарства, але через втрати від нападів дінго, вони перейшли на велику рогату худобу.

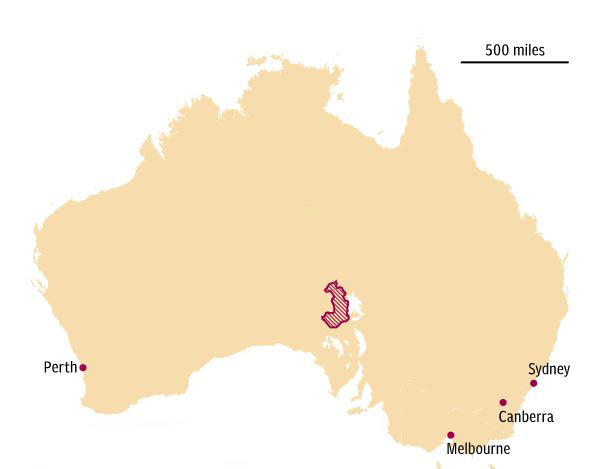
Розташування ранчо Анна Крік

26 квітня 2013 року уряд Південної Австралії оприлюднив земельну ділянку, що займає територію оренди станції Анна-Крік, як місцевість під назвою «Анна-Крік». 